# Caso de La Manada
El caso de La Manada es el nombre por el que se conocen los sucesos relacionados con un caso de violación múltiple acaecido en Pamplona (Navarra, España), en la madrugada del 7 de julio de 2016, durante las fiestas de San Fermín. Un grupo de cinco hombres violó a una joven de dieciocho años en un portal en el centro de la capital navarra, y a su vez fueron denunciados por la víctima.
El caso, que se consideró en dos tribunales de Navarra —Audiencia Provincial y Tribunal Superior de Navarra— como un abuso sexual, no como violación, tuvo una importante cobertura mediática y en redes sociales. También movilizó a gran parte de la población española, que se manifestó en desacuerdo con dichas sentencias. El caso fue finalmente revisado y sentenciado por el Tribunal Supremo, que lo consideró una violación.
Los condenados fueron: José Ángel Prenda Martínez, Alfonso Jesús Cabezuelo Entrena (militar), Antonio Manuel Guerrero Escudero (guardia civil), Jesús Escudero Domínguez y Ángel Boza Florido.

## Contexto
En julio de 2016, un grupo de cinco hombres originarios de Sevilla se desplazó a Pamplona para acudir a los Sanfermines. Los hombres, un grupo de amigos nacidos entre 1988 y 1991, eran miembros de un grupo de WhatsApp llamado «La Manada», que posteriormente fue utilizado por los medios de comunicación para nombrar al grupo de los cinco acusados como tal y, por ende, al caso. Entre los cinco se encontraban un guardia civil y un militar miembro de la Unidad Militar de Emergencias, este último con tres antecedentes penales por lesiones, riña tumultuaria y desorden público. Otro de los acusados, José Ángel Prenda, había sido condenado en 2011 a dos años de prisión por un delito de robo con fuerza, mientras que Ángel Boza —que se iniciaba con el grupo en este viaje a Pamplona— tenía antecedentes por robo con fuerza, conducir bajo los efectos del alcohol y las drogas y desobediencia a la autoridad por negarse a someterse a los tests.
El caso fue objeto de una fuerte cobertura mediática por existir grabaciones en vídeo de los hechos y por el interés que hubo en las redes sociales al respecto. También trascendieron grabaciones y mensajes de WhatsApp previos a la violación grupal, en los que algún miembro del chat manifestaba su intención de «follarnos a una buena gorda entre los cinco en San Fermín», aunque finalmente los mensajes previos al desplazamiento a Pamplona no fueron admitidos como prueba durante el juicio.

## Juicio
El caso fue juzgado por la sección segunda de la Audiencia Provincial de Navarra y se hizo a puerta cerrada para proteger la intimidad de la joven. La Comunidad de Navarra y el Ayuntamiento de Pamplona se personaron como acusación popular. La primera jornada de la vista oral fue el 13 de noviembre de 2017. El caso se dirimió a lo largo de once sesiones de vista oral. Fue muy seguido por la opinión pública porque una de las estrategias de la defensa fue atacar y denunciar la actitud de la víctima días después de la violación mediante la aportación de una investigación hecha en las redes sociales por un detective, informe que luego sería retirado.
El Código Penal español dividía el delito de sexo sin consentimiento en dos categorías: abuso sexual y agresión sexual. La diferencia entre ambos tipos era que la agresión requería que hubiese violencia o intimidación.
Según la fiscalía "la declaración de la víctima cumple todos los requisitos para darle absoluta y total credibilidad y sin embargo la de los acusados tiene contradicciones, no pequeñas, sino determinantes". Además de que los testigos que la atendieron aquella noche declararon haberla encontrado "en estado de shock". Según la defensa de los agresores, hubo cambios entre las declaraciones iniciales de la víctima y las que dio luego en el caso, cosa que el abogado defensor de La Manada señaló y además acusó a las autoridades de favorecer una versión sesgada favorable a la denunciante.
Las imágenes, en concreto siete fragmentos de vídeo con una duración de 96 segundos, y realizados por dos de los acusados con sus teléfonos móviles, fueron estudiadas por policías en un informe de 200 páginas en el que se manifiesta que la chica mantenía una actitud «pasiva y neutra», que su actitud no era «participativa» y que hubo «humillación y vejación» hacia ella.
Los informes finales son los siguientes:

### Conclusiones de las partes
La fiscal y las acusaciones particulares calificaron los hechos de "cinco delitos continuados de agresión sexual", "un delito contra la intimidad" y "un delito de robo con intimidación". La fiscal en su informe considera que el testimonio de la denunciante fue creíble objetivamente, se mantuvo durante toda la instrucción, no introdujo «elementos inverosímiles» y no tenía «motivos espurios» para denunciar. Considera que existió «la violencia mínima» y una «intimidación gravísima que impidió la defensa de la víctima» rodeada por los cinco hombres, y que la dejaron en estado de indefensión tras el suceso porque le sustrajeron el teléfono móvil.
La defensa solicitó la libre absolución de los acusados, salvo por un delito leve de hurto del que se declaró culpable el acusado Antonio Guerrero.

### Sentencia de la Audiencia Provincial de Navarra
El jueves 26 de abril de 2018, cinco meses después del juicio, se publicó la sentencia del «Caso de la Manada» emitida por la Audiencia Provincial de Navarra. Esta condenó a los cinco acusados a nueve años de cárcel por abuso sexual continuado.
Según la versión mayoritaria de la sentencia, los procesados "la apremiaron a entrar en el portal tirando de “la denunciante”, quien de esa guisa entró en el recinto de modo súbito y repentino, sin violencia". Allí todos los procesados la penetraron bucalmente, vaginalmente tres de ellos y uno la penetró también analmente. El tribunal no apreció indicios de violencia o intimidación y los absolvió del delito de agresión sexual tipificado en el art. 179 del Código Penal Español. Aprecia el delito de abuso sexual con prevalimiento y condena a los procesados a nueve años de prisión y a indemnizar a la víctima de forma solidaria con una cantidad de 50.000€. También aprecia la sustracción del teléfono móvil de la víctima por parte de Antonio Manuel Guerrero, y lo condena por un delito leve de hurto.
La sentencia emitida por el Tribunal, compuesto por tres magistrados, tenía un voto particular, emitido por Ricardo Javier González González. Este juez no apreció en los hechos ningún comportamiento constitutivo de delito sexual, y sí aprecia el delito de hurto de Antonio Manuel por el apoderamiento del teléfono móvil de la víctima. Para este magistrado, los hechos no son constitutivos de abuso sexual continuado con prevalimiento, pues entiende (para lo que cita jurisprudencia del Tribunal Supremo) que para que el prevalimiento y el abuso de superioridad se dé, se requiere, además, en palabras del Tribunal Supremo, “la doble exigencia de que la situación de superioridad sea, al mismo tiempo, notoria y evidente («manifiesta»), es decir, objetivamente apreciable y no sólo percibida subjetivamente por una de las partes, y también «eficaz», es decir que tenga relevancia suficiente en el caso concreto para coartar o condicionar la libertad de elección de la persona sobre quien se ejerce”. Para este juez, ni la diferencia de edad ni de complexión física entre los acusados y la denunciante, ni su diferente experiencia sexual, ni que ellos fuesen cinco y ella una sola, pueden tomarse, por sí solos y porque sí, como elementos decisivos para afirmar (como sí hicieron sus compañeros), que “los procesados conformaron de modo voluntario una situación de preeminencia sobre la denunciante, objetivamente apreciable" (sic)

### Recursos de la fiscalía y de la defensa
El 27 de abril de 2018, la fiscalía, que solicitaba 22 años de cárcel para cada integrante, insistió en que lo que ocurrió fue una agresión sexual y en un comunicado anunció que en los próximos días recurriría en apelación «por infracción de ley» ante la Sala de los Civil y Penal del Tribunal Superior de Justicia de Navarra al mantener su consideración inicial de que «los hechos son constitutivos de un delito de agresión sexual (violación)».
Por su parte, la defensa anunció que también recurriría por entender que se había violado el principio acusatorio respecto a la calificación final del delito perpetrado.

### Reacciones a la sentencia de la Audiencia Provincial de Navarra

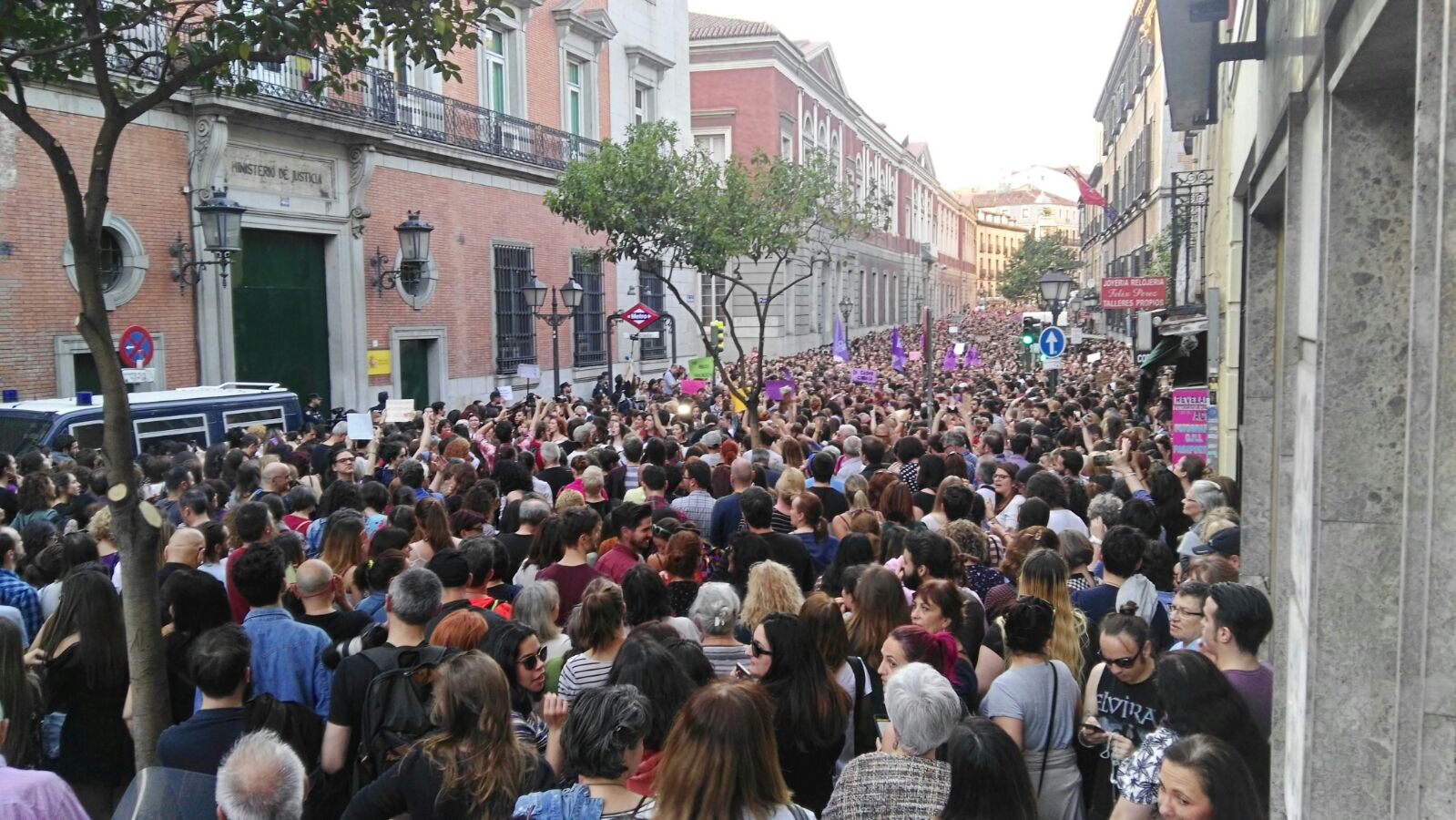
Concentración de protesta por la sentencia frente al Ministerio de Justicia en Madrid

Tras la sentencia, se produjeron manifestaciones en numerosas ciudades españolas como muestra de desacuerdo ante la condena, así como la expresión de desacuerdo de diferentes organismos de todo tipo y de relevantes figuras políticas y sociales. Colectivos feministas convocaron protestas en toda España y representantes de todos los partidos políticos se manifestaron en contra de la decisión judicial. La mayoría de las protestas se deben a que no se ha condenado a los acusados por violación sino por abuso sexual.
El 27 de abril, el ministro portavoz del Gobierno, Íñigo Méndez de Vigo, anunció que el ejecutivo ha encargado el estudio técnico a la Comisión General de Codificación, órgano superior colegiado de asesoramiento del Ministerio de Justicia, que estudie si la tipificación de los delitos contenidos en el Código Penal sobre agresiones sexuales es adecuada. Una vez que lo estudie el Ejecutivo, decidirá si se «precisa una actualización».
El presidente del Consejo General del Poder Judicial, Carlos Lesmes, realizó una declaración en la que afirmó que los jueces examinaron minuciosamente las pruebas y abrió a su vez la posibilidad de que el fallo pudiera ser recurrido y corregido. «El tribunal ha valorado minuciosamente, en relación con los hechos imputados, todos los elementos de prueba aportados por las partes de acuerdo con lo establecido en la ley y de conformidad con la jurisprudencia que resulta de aplicación, siendo estos los únicos criterios a los que están sometidos los jueces sin perjuicio de las posibles discrepancias que puedan existir sobre la calificación jurídica de esos hechos, que pueden y deben hacerse valer a través del sistema de recursos establecido en nuestro ordenamiento jurídico».
El ministro de Justicia, Rafael Catalá, manifestó que Ricardo González tenía un «problema singular» y reconoció estar sorprendido tras la reacción de la asociación Juezas y jueces para la Democracia, que al igual que el resto de asociaciones de jueces y fiscales criticaron sus declaraciones sobre ese magistrado y pidieron la dimisión del ministro reiteradamente por no respetar la separación de poderes.
Esther Erice, presidenta de la Audiencia Provincial de Navarra y miembro del Grupo de Expertos del Consejo General del Poder Judicial en violencia doméstica y de género, dijo que «hay que esperar» a que haya una sentencia firme y «esperar» que el Tribunal Supremo aclare conceptos como el de «intimidación», que es lo que ha planteado duda y sobre lo que «se arrojará luz».

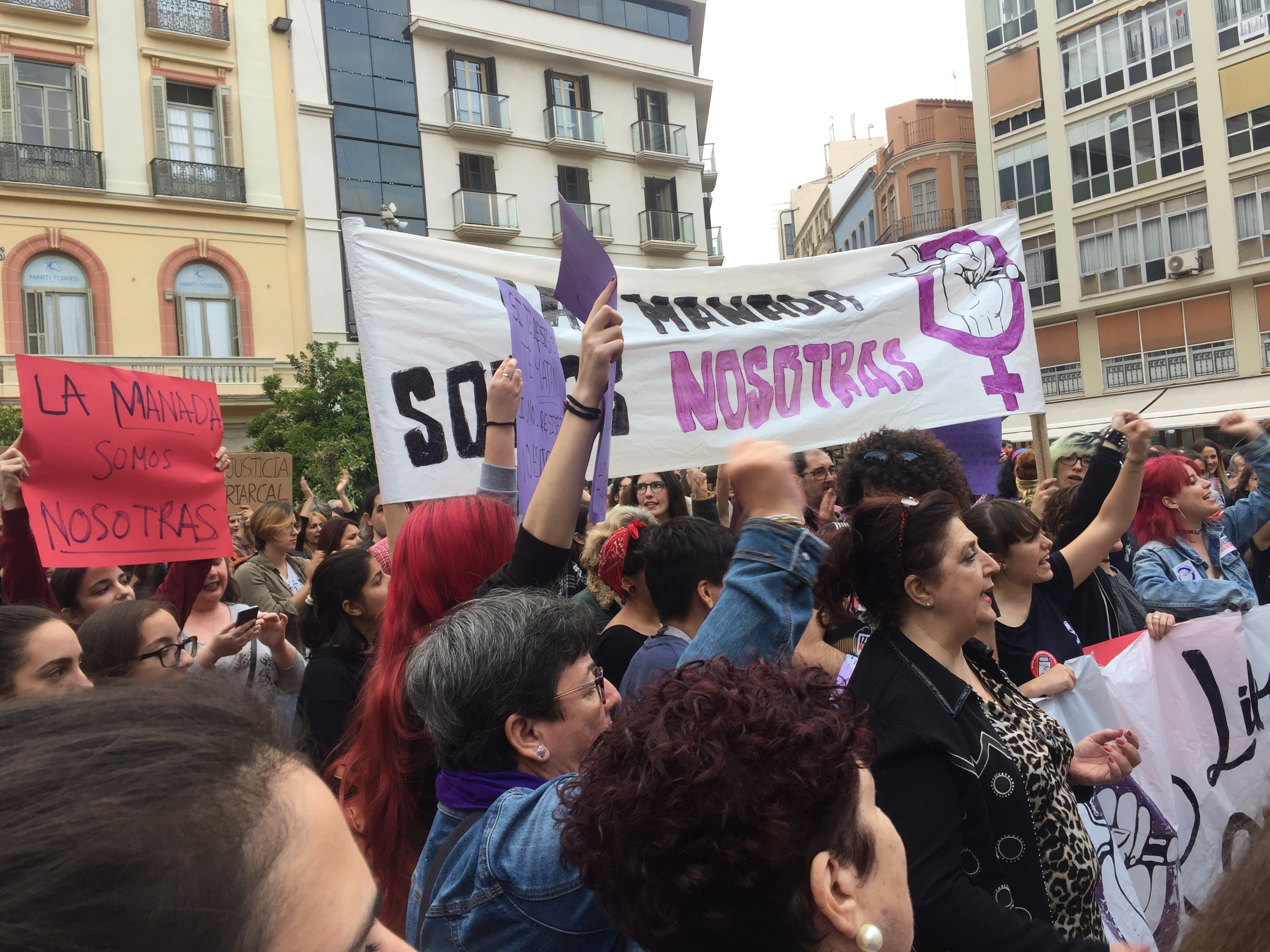
Protesta en las calles de Málaga con pancartas "La Manada somos nosotras"

Asociaciones feministas denunciaron la sentencia valorándola como especialmente negativa porque puede sentar «muy mal precedente» teniendo en cuenta el contexto de los hechos. Por otro lado, señalaron que una vez más se responsabiliza a las mujeres de las agresiones que sufren. «La justicia patriarcal ha actuado contra la víctima, los violadores han visto rebajado el tipo penal de agresión a abuso sexual. Especialmente rechazable nos parece que haya habido un voto particular pidiendo la absolución de todos ellos» señaló la Plataforma 7N. Para Marisa Soleto, presidenta de Fundación Mujeres, «la sentencia ha sido decepcionante. El cambio de calificación de agresión sexual como pedían las acusaciones, al de abuso sexual, tiene que ver con no considerar que ha concurrido violencia o intimidación. Desde el feminismo lo vivimos como una pérdida. No hace falta, para miles de mujeres, explicar por qué estar encerrada en un portal sin salida con cinco hombres, sin que medie una palabra más alta que otra, es una situación intimidatoria para una mujer. Habría poca discusión sobre esto». Las asociaciones de mujeres juristas señalaron que lo que debe cambiar sobre todo son las mentalidades y reclamaron a los jueces formación en perspectiva de género, algo que recoge el Pacto de Estado contra la violencia de género firmado en el Congreso de Diputados en 2017.
Asociaciones y profesionales de la psicología también mostraron su rechazo. Los colegios oficiales de psicólogos de Madrid y de Navarra señalaron que la sentencia suponía «un claro retroceso en la lucha por la igualdad», y advirtieron de que podría ocasionar en las mujeres reacciones de «indefensión» y «desprotección». La vicesecretaria del Colegio Oficial de Psicólogos de Madrid explicó que, al cuestionar la versión de la víctima, se produce una «revictimización» así como un proceso de «indefensión aprendida, en el que el pensamiento, el sentimiento y la conducta se ponen en situación de vulnerabilidad. Una se plantea: '¿Para qué voy a denunciar? ¿Para qué poner medidas si da igual?'». El presidente de la Sociedad Española de Psiquiatría aclaraba que «ante una situación de peligro, el cerebro reacciona de una forma muy compleja y de distintas formas», consistiendo una respuesta frecuente en no intentar defenderse: «Es una reacción animal que se encuentra en nuestro sistema nervioso y que paraliza nuestro organismo para protegerlo», afirmaba la psicóloga forense Timanfaya Hernández.
A lo largo de todo el proceso judicial hubo muchas reacciones y manifestaciones públicas con miles de personas, desde el mismo día en el que se conoció la noticia de la violación, durante el juicio en la Audiencia Provincial, en la primera condena que impuso ésta por abuso sexual con prevalimiento, tras la ratificación por el Tribunal Superior de Justicia de Navarra y también cuando se puso en libertad a los cinco hombres entonces investigados. Todas estas movilizaciones -y la opinión pública asociada- indujeron al Gobierno a plantear cambios en el Código Penal. Un grupo de expertos comenzó a revisar el capítulo sobre delitos sexuales, cuyo borrador fue enviado al Gobierno. Todo las movilizaciones y el debate generado están en torno al consentimiento y el tratamiento de las víctimas.

#### Repercusión internacional
El caso fue debatido en el Parlamento Europeo, que pidió adaptar las legislaciones estatales a las disposiciones del Convenio de Estambul. Por su parte, la coordinadora de asuntos de acoso sexual de ONU Mujeres, Purna Sen, consideró que la condena fue demasiado leve y que «subestima la gravedad de la violación y mina las obligaciones de proteger los derechos de las mujeres».
A raíz de la sentencia, la periodista chilena Mónica Rincón presentó un editorial en CNN Chile titulado «No es no», en el que criticó duramente la resolución del tribunal español. El editorial se viralizó en las redes sociales, consiguiendo más de cuatro millones de reproducciones, compartido unas 118 000 veces y más de 1000 comentarios. Las actrices y activistas estadounidenses Jessica Chastain y Rose McGowan expresaron su rechazo a la sentencia, por considerar que el caso fue una violación.

### Sentencia del Tribunal Superior de Justicia de Navarra
El 5 de diciembre de 2018, el Tribunal Superior de Justicia de Navarra confirmó la pena de nueve años por abuso sexual. La Sala emitió la sentencia sin unanimidad ya que de los cinco magistrados que componían la Sala, dos elaboran un voto particular asumiendo que los acusados debieron ser condenados por agresión sexual y no por abuso, a una pena de 14 años y tres meses. La sentencia dictada sostiene que no hubo consentimiento de la víctima y ratifica la verosimilitud del testimonio de la denunciante. Se confirma la calificación de abuso sexual continuado y descarta que existiera violencia. La Sala remite a la Audiencia Provincial que vuelvan a dictar una nueva sentencia por un delito contra la intimidad, por las grabaciones que realizaron durante los hechos. La Audiencia Provincial de Navarra no entró a valorar este delito porque no se incorporó a la causa desde el primer momento.

### Recurso de la fiscalía y de la defensa particular para el ingreso en prisión preventiva
El 7 de diciembre de 2018, la Fiscalía de Navarra, tras estudiar la sentencia previa del 5 de diciembre, decidió presentar un escrito ante la Sección Segunda de la Audiencia Provincial solicitando el ingreso en prisión de los cinco condenados e interesando igualmente la celebración de la correspondiente comparecencia. La fiscalía asume esta decisión ya que "una vez confirmada la condena a 9 años de prisión, la no modificación de los llamados hechos probados por el Tribunal Superior de Justicia de Navarra al resolver el recurso de apelación y las especiales características del recurso de casación, hacen necesario asegurar el cumplimiento de la condena" y evitar la "posibilidad de que los penados se sustraigan a la acción de la justicia, haciendo ilusoria esa condena".
Por su parte, la defensa anunció también el día 10 de diciembre, que se sumará a la Fiscalía al entender que la sentencia del Tribunal Superior de Justicia de Navarra, por la que se ratifica la condena de nueve años de cárcel, "ha reforzado los motivos" por los que los miembros de La Manada deberían ingresar en prisión, como explica a su juicio el abogado de la acusación particular.
El 3 de enero de 2019, la Sección Segunda de la Audiencia Provincial de Navarra emitió el recurso presentado por la fiscalía y la acusación particular, con una sentencia sin unanimidad donde el juez presidente de Sección ha elaborado un voto particular en que sostiene que los acusados tendrían que regresar en prisión preventiva sin fianza.

### Sentencia del Tribunal Supremo
En la sentencia dictada el 21 de junio de 2019 el Tribunal Supremo elevó a 15 años la pena de prisión por considerar que sí existió agresión sexual, y condenó a los acusados por un delito continuado de violación con trato vejatorio. Los miembros de La Manada fueron inmediatamente detenidos por la policía ante el riesgo de fuga.
El Tribunal Supremo, al revocar las dos sentencias de los tribunales navarros que habían considerado el ataque múltiple como un abuso sexual y no una violación, se basó en su propia jurisprudencia. Los precedentes no eran idénticos pero sí había varios casos en los que se había dirimido entre abuso y agresión sexual y se había resuelto a favor de la agresión al considerar elementos intimidatorios. 
Los miembros de la Sala de lo Penal del Tribunal Supremo no son fijos, pero hay varios magistrados que están especializados en violencia de género, y tres de ellos formaron parte del tribunal que juzgó el Caso de la Manada. Se trata de Ana Ferrer, Susana Polo y Vicente Magro. Ferrer fue la primera mujer en formar parte de la Sala de lo Penal y tiene muchas publicaciones, cursos y conferencias sobre violencia de género. Polo fue la responsable de los materiales y bibliografía que se impartieron en los juzgados sobre este tema, además de impartir cursos en el Consejo General del Poder Judicial (CGPJ) sobre el tema. Magro fue el creador de una oficina de atención a la violencia de género en la Audiencia de Alicante. Su tesis doctoral fue Soluciones de la sociedad española ante la violencia que se ejerce contra las mujeres (2005) y es miembro del Observatorio contra la Violencia Dómestica y de género del CGPJ. El tribunal también estaba formado por Andrés Martínez Arrieta, el miembro más antiguo de la Sala de lo Penal y presidente, y Andrés Palomo que se incorporó en sustitución de otro miembro enfermo.

## Detalles del proceso judicial

### Audiencia Provincial de Navarra
Los tres magistrados del tribunal fueron Francisco Cobo, que lo presidió, Raquel Fernandino y Ricardo González. La sentencia del juicio en primera instancia se dio a conocer el 26 de abril de 2018 y fue una condena por abusos sexuales continuados con el agravante de prevalimiento.4 La sentencia salió del acuerdo de dos de los jueces, el ponente José Francisco Cobo y la jueza Raquel Fernandino; mientras que el juez Ricardo González falló a favor de la absolución de los acusados.5 6 Tanto la defensa como la fiscalía recurrieron la sentencia.
Según la sentencia mayoritaria de los jueces Francisco Cobo (presidente) y Raquel Fernandino, los procesados se encontraban sobre las 2:50 de la madrugada del 7 de julio de 2016, en la Plaza del Castillo de Pamplona, donde se estaba celebrando un concierto con motivo de las fiestas de San Fermín. Uno de ellos, José Ángel Prenda, se encontraba sentado en un banco cuando se acercó la denunciante, una mujer de 18 años, que se sentó junto a él. Tras iniciar una conversación, se unieron más tarde el resto de acusados y comenzaron a charlar. Tras este encuentro, la víctima realizó una breve llamada al amigo con el que había venido a Pamplona desde Madrid. A las 3:00 se fueron los seis de la Plaza del Castillo caminando hacia la calle Espoz y Mina. En un hotel, dos de los acusados (sin la denunciante) preguntaron si tenían una habitación por horas, "para follar". Al ser rechazados, continuaron andando por Pamplona. En este trayecto, uno de los procesados empezó a coger del hombro y de la cadera a la denunciante, la cual, sintiéndose incómoda, propuso girar a la izquierda, tomando el inicio de la calle Paulino Caballero.
Una vez en la calle Paulino Caballero, José Ángel Prenda reparó en que una mujer accedía al portal del inmueble número 5, después de mantener una breve conversación con ella, simulando que estaba alojado, cogió uno de los ascensores y subió al segundo piso, bajando al portal por las escaleras. Seguidamente, José Ángel Prenda abrió la puerta de acceso al portal. Entretanto, la denunciante y los otros cuatro procesados permanecían apoyados en la pared divisoria del acceso a los garajes de los inmuebles número 3 y 5 de la Calle Paulino Caballero.
Hallándose las cinco personas así ubicadas, Ángel Boza y la denunciante estaban besándose en la boca ; mientras se hallaba en esa situación, José Ángel Prenda desde la puerta de acceso al portal, que mantenía abierta, dijo "vamos, vamos". En ese momento Ángel Boza, quien le había dado la mano para besarse, tiró de ella hacia él, cogiéndole de la otra mano Alfonso Jesús Cabezuelo; ambos la apremiaron a entrar en el portal tirando de la denunciante,quien de esa guisa entró en el recinto de modo súbito y repentino, sin violencia. Cuando le introdujeron en el portal, los procesados le dijeron "calla", significándole que guardara silencio mediante el gesto de llevarse la mano abierta a la boca.
Cuando la denunciante accedió al primer rellano, la puerta de acceso estaba abierta y tenía delante de ella a uno de los procesados y detrás a otros. De este modo fue dirigida por los procesados al habitáculo donde los acusados le rodearon. Al encontrarse en esta situación, en un lugar recóndito y angosto, con una sola salida, rodeada por cinco varones, de edades muy superiores y fuerte complexión, la denunciante se sintió impresionada y sin capacidad de reacción. En ese momento notó como le desabrochaban la riñonera que la llevaba cruzada, como le quitaban el sujetador sin tirantes abriendo un clip y le desabrochaban el jersey que tenía atado a la cintura; desde lo que experimentó la sensación de angustia, incrementada cuando uno de los procesados acercó la mandíbula de la denunciante para que le hiciera una felación y en esa situación, notó como otro de los procesados la cogía de la cadera y le bajaba los leggins y el tanga.
La denunciante sintió un intenso agobio y desasosiego, que le produjo estupor y le hizo adoptar una actitud de sometimiento y pasividad, determinándole a hacer lo que los procesados le decían que hiciera, manteniendo la mayor parte del tiempo los ojos cerrados. Los procesados conocieron y aprovecharon la situación de la denunciante en el cubículo al que la habían conducido, para realizar con ella diversos actos de naturaleza sexual, con ánimo libidinoso, actuando de común acuerdo entre ellos.
En concreto y al menos, la denunciante fue penetrada bucalmente por todos los procesados; vaginalmente por Alfonso Jesús Cabezuelo y José Ángel Prenda, este último en dos ocasiones, al igual que Jesús Escudero Domínguez quien la penetró una tercera vez por vía anal, llegando a eyacular los dos últimos y sin que ninguno utilizara preservativo. Durante el desarrollo de los hechos Antonio Manuel Guerrero grabó con su teléfono móvil seis vídeos con una duración total de 59 segundos y tomó dos fotos; Alfonso Jesús Cabezuelo Entrena grabó del mismo modo un vídeo con una duración de 39 segundos.
Antes de abandonar cubículo, Antonio Manuel Guerrero Escudero se apoderó, en su propio beneficio, del terminal de teléfono móvil, marca Samsung Galaxy, valorado en 199,19 €, que la denunciante llevaba en su riñonera, quitándole la funda, extrayendo la tarjeta SIM de la compañía Jazztel y la tarjeta de memoria micro SD, arrojándolas en el lugar de los hechos.
Cuando se hubieron ido todos los acusados, la denunciante se vistió y, cuando comprobó que el teléfono móvil no estaba en la riñonera, se incrementó su inquietud y desasosiego, comenzó a llorar, cogió su riñonera y salió del habitáculo a la calle llorando. Se sentó en un banco donde fue hallada llorando por una pareja que la acompañó a hacer la denuncia a la Policía Municipal donde se le tomó declaración. Fue trasladada a un hospital donde se le administró un anticonceptivo de emergencia. Como consecuencia de los hechos, la denunciante tuvo lesiones consistentes en: lesión eritematosa en zona de horquilla posterior en la zona de la cinco horarias para cuya curación precisó de una primera asistencia facultativa. Se le realizó una prueba de detección de alcohol que determinó un resultado positivo de 0,91 +/- 0,05 g/l de alcohol en sangre y 1,46 +/- 0,06 g/l de alcohol en orina.
El acusado Prenda compartió los vídeos de los hechos con sus amistades a través de WhatsApp, entre otros vía un grupo de chat llamado «La Manada» del que eran miembros los cinco acusados. Algunos de los acusados buscaron un lugar para dormir mientras otros siguieron de fiesta por Pamplona. La mañana siguiente fueron identificados por la Policía Foral en la plaza de toros, tras haber participado en el encierro. A las 11:15 fueron detenidos por la Policía Municipal.

### Voto particular de Ricardo Javier González
El juez Ricardo Javier González emitió un voto particular, según el cual alrededor de las 3 de la madrugada del 7 de julio de 2016, se encontraban los cinco acusados en las Fiestas de San Fermín. Uno de ellos, José Ángel Prenda, se encontraba sentado en un banco cuando la denunciante se acercó y se sentó junto a él. Tras iniciar una conversación, se unieron más tarde el resto de acusados y comenzaron a charlar. Tras este encuentro, la denunciante realizó una llamada para quedar con un sujeto al que había conocido esa misma noche, con el que finalmente no llegó a juntarse. Momentos más tarde, el grupo "se puso en movimiento a la vez, caminando por la parte exterior de la Plaza del Castillo en dirección hacia los porches donde se encuentran los bares Casino Eslava y Txoko, volviendo a salir de los porches y continuando su camino hacia la C/ Espoz y Mina." Caminaron hasta el Hotel Europa, en el que los acusados preguntaron si tenían una habitación, que "la querían para follar". Al ser rechazados, continuaron andando por Pamplona, yendo la denunciante a la par con uno de los acusados, estando el resto a poca distancia por detrás de ambos.
En un momento de la marcha, Prenda entró en un portal con una señora que vivía en aquel edificio simulando vivir ahí. Mientras tanto, la denunciante se besaba con uno de los acusados, Ángel Boza. Prenda bajó de nuevo al portal, llamó a sus amigos sujetando la puerta y todos se apresuraron a entrar. Dentro, en una "especie de rellano que da acceso a los cuartos de servicio de agua y electricidad" mantuvieron una serie de relaciones sexuales consistentes en felaciones a los cinco acusados, penetraciones vaginales por cuatro de ellos y uno de ellos también la penetró analmente. Jose Ángel Prenda practicó un «beso negro» a la denunciante, y así lo hizo ella también. En palabras del Magistrado, todo sucedió «sin que dicha denunciante les expresase ni de palabra ni con gestos, ni de ninguna otra manera, su disconformidad, creyendo en todo momento, los dichos cinco acusados, que ella estaba conforme con los actos sexuales que entre ellos mantuvieron, ni, por lo demás, conste acreditado que la denunciante durante las referidas relaciones sexuales se encontrase en una situación de shock o bloqueo que le hubiese impedido comunicar a los cinco acusados, si así lo hubiere querido, que su deseo no era el de mantenerlas.»
Uno de los acusados, (el cual no practicó penetración vaginal ni anal) grabó seis vídeos y tomó dos fotos. Momentos más tarde abriría la riñonera de la denunciante y sustraería su teléfono móvil, al que retiró la tarjeta SIM y la de memoria. Otro de ellos grabó otro vídeo. Alrededor de las 03:25 AM, los acusados se vistieron, abandonaron el portal y dejaron a la denunciante en el mismo, sola y medio desnuda. Tras ello, esta se vistió y tras percatarse de que le faltaba el teléfono móvil, salió a la calle y se sentó en un banco. Una pareja de jóvenes escuchó su llanto desconsolado y llamó al 112, tras lo cual se presentaron las autoridades policiales.
Tres de los acusados siguieron buscando un lugar para dormir mientras los otros siguieron de fiesta. A primera hora de la mañana participaron todos en el encierro y, ya en la Plaza de Toros, fueron identificados por la Policía Foral, que les dejó marchar. Unas horas después fueron detenidos por la Policía Municipal. En ambas ocasiones los acusados dijeron que las relaciones que habían mantenido con la denunciante habían sido consentidas y manifestaron espontáneamente que las habían grabado con sus teléfonos móviles.

## La Manada en Pozoblanco (Córdoba)
Durante la investigación de los hechos ocurridos en Pamplona, se encontraron otros vídeos en los teléfonos de los investigados. En dos de ellos se podía ver a cuatro de los acusados, tocando los pechos a una mujer inconsciente en el interior de un automóvil. El policía navarro comunicó al juez el hallazgo, quien le ordenó identificar a la joven que aparecía en los vídeos y localizar el lugar. Finalmente logró reconocerla a través de unas fotografías en Facebook como una vecina de Pozoblanco, una localidad cordobesa.
Estos hechos ocurrieron durante la madrugada del 1 de mayo de 2016, dos meses antes de San Fermín, en la feria de Torrecampo cuando la víctima, una joven de 21 años, conoció al grupo de amigos y decidió volver con ellos a Pozoblanco. Se montó en el asiento trasero de un vehículo conducido por el que posteriormente sería identificado como Alfonso Jesús Cabezuelo. En el trayecto, ella cayó en un estado de "profunda inconsciencia" según la instructora. Los cuatro aprovecharon para tocarle los pechos, mientras uno lo grababa en vídeo con el teléfono. Al llegar a Pozoblanco la joven se despertó y se sentó en el asiento delantero, vacío, ya que tres de los ocupantes habían bajado del coche. Tras aparcar cerca de la casa de la joven, Cabezuelo le pidió que le hiciera una felación, y al negarse, la abofeteó y la echó del coche llamándola "puta". Los dos vídeos fueron difundidos a dos grupos mediante WhatsApp.
La víctima tuvo conocimiento de lo sucedido cuando la Policía Foral de Navarra se lo mostró, aunque sospechaba que había ocurrido algo al despertar y ver su vestido rasgado, de lo que sacó fotografías en su momento. Tras conocerse el vídeo, la joven sufrió un trauma y hubo de abandonar la localidad de Pozoblanco.
Con estas evidencias, cuatro de los integrantes de La Manada se enfrentaron a una nueva acusación por presuntos abusos sexuales. El juicio comenzó el 18 de noviembre de 2019, siendo los acusados Alfonso Jesús Cabezuelo, Jesús Escudero, Antonio Manuel Guerrero y José Ángel Prenda.
La Fiscalía solicitaba para cada uno de ellos tres años de cárcel por delito de abuso sexual, cuatro años más por un delito contra la intimidad, y una multa de 12 euros diarios durante 13 meses a Alfonso Jesús Cabezuelo, por lesiones leves al haber pegado una bofetada a la víctima. Que acabó reducida a 8 euros al no tener este unos ingresos económicos superiores al salario mínimo. Los acusados se negaron a declarar. Su letrado centró su defensa en tratar de anular la legitimidad de la obtención de la prueba, los vídeos. Sin embargo, el fiscal no aceptó la argumentación. 
En junio de 2020 se publicó la sentencia condenando a los cuatro acusados por los delitos de abuso sexual y contra la intimidad. El juez ha condenado a dos años y diez meses de cárcel —un año y cuatro meses de cárcel por un delito de abuso sexual más un año y seis meses por un delito contra la intimidad—, a Alfonso Jesús Cabezuelo, Jesús Escudero y Antonio Manuel Guerrero. La pena de prisión por el segundo delito es más elevada para José Ángel Prenda, sumando ambas condenas un total de cuatro años y seis meses, por haber sido el autor de las grabaciones y de su difusión posterior.

## Efectos de la aprobación de la Ley Orgánica de Garantía Integral de la Libertad Sexual
A pesar de que este caso fue el punto de partida para la aprobación de la Ley Orgánica de Garantía Integral de la Libertad Sexual, que entró en vigor el 7 de septiembre de 2022, la aprobación de esta ley desencadenó un intenso debate en los ámbitos jurídico y político, así como en la opinión pública, debido a las diversas revisiones de condenas que resultaron en la reducción de penas. Ángel Boza, tras la aprobación de la ley, pidió a través de su letrado que se le rebajase la pena hasta los 13 años y 9 meses, y la Audiencia de Navarra se lo denegó. Tras esto, recurrió la decisión el 12 de febrero de 2023 y el pronunciamiento sobre este recurso se produjo el 12 de septiembre de 2023, cuando el Tribunal Superior de Justicia de Navarra acordó rebajar su pena de 15 a 14 años de prisión aplicando esta ley y contradiciendo la doctrina del Tribunal Supremo. Esta decisión causó que la víctima comunicara que no podrá rehacer su vida y que recurrirá la decisión, así como el Gobierno de Navarra.El 7 de noviembre de 2023, la Fiscalía recurrió la decisión.El 4 de julio de 2024, el Tribunal Supremo confirmó la rebaja de pena.
Alfonso Jesús Cabezuelo anunció en una carta abierta que no pedirá que se le revise la pena, expresando su deseo de cumplir la pena íntegra impuesta por el Tribunal Supremo y alcanzar su reinserción.
El 12 de febrero de 2025 José Ángel Prenda y Jesús Escudero solicitaron la revisión de sus penas.El 27 de febrero de 2025 la Audiencia de Navarra les rebajó las penas de 15 a 14 años de prisión.Esto causó que la víctima comunicara su deseo de que las rebajas de penas terminen cuanto antes.
El 5 de marzo de 2025 la ministra Redondo pidió disculpas por las rebajas de penas causadas por esta ley.

## Otras acciones tomadas contra los miembros de La Manada y otras personas involucradas
El 6 de junio de 2023 la Justicia embargó un piso a Alfonso Jesús Cabezuelo y lo vendió para indemnizar a la víctima.El 17 de febrero de 2025 la víctima pidió prisión para los detectives que la espiaron tras la violación.

## La Manada digital
El 5 de junio de 2020 se confirmó la condena de prisión de año y medio para autor de la web del 'Tour de la Manada'. Sin embargo, el 13 de mayo de 2025, el Tribunal Constitucional anuló dicha condena al considerar, por unanimidad, que su intención no era humillar a la víctima, sino realizar una denuncia satírica contra el sensacionalismo mediático, y que se vulneraron sus derechos a la libertad de expresión y creación artística.
Tras la agresión, se difundieron imágenes y videos de la víctima sin su consentimiento, vulnerando su intimidad y dignidad. En 2020, un individuo fue condenado a dos años y un día de prisión por publicar una foto de la víctima en internet.

## En la cultura popular
En marzo de 2019, este caso se llevó a la escena, con el  título Jauría, en el Teatro Kamikaze de Madrid. La obra, escrita por Jordi Casanovas y dirigida por Miguel del Arco, utiliza fragmentos de las declaraciones de los acusados y la denunciante, así como transcripciones y sumarios del caso, ofreciendo una visión profunda de la mente de la víctima y los victimarios. La producción ha recibido reconocimiento, agotando entradas en otras localidades y ganando premios como el Premio Max 2020 a Mejor Espectáculo Teatral. Posteriormente, el 9 de febrero de 2024, llegaría al escenario del Teatre Romea de Barcelona.
El 1 de marzo de 2024 Netflix estrenó el documental sobre este caso No estás sola: La lucha contra La Manada, dirigido por Almudena Carracedo y Robert Bahar.
En noviembre de 2024, la obra de teatro Jauría, que escenifica el juicio de La Manada, se presentará en Madrid en la Nave 10 Matadero del 7 al 24 de noviembre.